# Perävaara (kulle i Rovaniemi)
Perävaara är en kulle i Finland. Den ligger i Rovaniemi i landskapet Lappland, i den norra delen av landet, 800 km norr om huvudstaden Helsingfors. Toppen på Perävaara är 198 meter över havet.
Terrängen runt Perävaara är platt. Runt Perävaara är det mycket glesbefolkat, med 2 invånare per kvadratkilometer.